# Johann Zarco
Johann Zarco (ur. 16 lipca 1990 w Cannes) – francuski motocyklista.

## Kariera
W MMŚ Zarco zadebiutował w 2009 r. (20. miejsce), przedtem wygrywał m.in. prestiżową akademię Red Bull Rookies Cup. Bardziej okazały w wyniki był sezon 2010, gdy Francuz kilka razy kończył wyścigi w pierwszej 10, co dało mu ostatecznie 11 pozycję. Jego wola walki i zaangażowanie zwróciły uwagę Akiego Ajo, który go zatrudnił, dzięki temu, mając dobre wsparcie w postaci profesjonalnego teamu, Zarco osiągnął życiowy sukces kończąc rok 2011, jako wicemistrz, ulegając jedynie Hiszpanowi, Nico Terolowi. Po tamtym rezultacie zdecydował się na nowy etap, jakim był transfer do kategorii Moto2, dosiadał motocykla Motobi w zespole JiR, udało mu się zdobyć nagrodę „Rookie of the Year”. Nie będąc jednak w pełni zadowolonym ze swojej maszyny, zamienił zespół na Came IodaRacing, który korzystał z ram Sutera, Zarco poprawił się o jedną pozycję w klasyfikacji generalnej (9. miejsce) dwa razy kończąc wyścig na podium (Mugello i Valencia). Od 2014 związany jest z AirAsia Caterham Moto Racing, gdzie w generalce w porównaniu do poprzedniego sezonu poprawił się o kolejne trzy miejsca. W sezonie 2015 z dużą przewagą zdobył mistrzostwo w klasie Moto2, pokonując o ponad 100 punktów drugiego Hiszpana Álexa Rinsa.

## Statystyki

### Sezony
| Sezon | Klasa | Motocykl       | Wyścigi | Wygrane | Podia | PP | Najsz. okr. | Pkt.   | Msc. |
| ----- | ----- | -------------- | ------- | ------- | ----- | -- | ----------- | ------ | ---- |
| 2009  | 125cc | Aprilia        | 16      | 0       | 0     | 0  | 0           | 32,5   | 20   |
| 2010  | 125cc | Aprilia        | 17      | 0       | 0     | 0  | 1           | 77     | 11   |
| 2011  | 125cc | Derbi          | 17      | 1       | 11    | 4  | 4           | 262    | 2    |
| 2012  | Moto2 | Motobi         | 17      | 0       | 0     | 0  | 0           | 95     | 10   |
| 2013  | Moto2 | Suter          | 17      | 0       | 2     | 0  | 2           | 141    | 9    |
| 2014  | Moto2 | Caterham Suter | 18      | 0       | 4     | 1  | 0           | 146    | 6    |
| 2015  | Moto2 | Kalex          | 18      | 8       | 14    | 7  | 1           | 352    | 1    |
| 2016  | Moto2 | Kalex          | 5       | 1       | 2     | 0  | 1           | 56*    | 4*   |
| Razem |       |                | 125     | 10      | 33    | 12 | 9           | 1161,5 | 1    |

* – sezon w trakcie.

### Klasy wyścigowe
| Klasa  | Sezony    | Pierwszy wyścig | Pierwsze podium | Pierwsza wygrana | Wyścigi | Zwycięstwa | Podium | PP | Najsz. okr. | Pkt.   | WCh |
| ------ | --------- | --------------- | --------------- | ---------------- | ------- | ---------- | ------ | -- | ----------- | ------ | --- |
| 125 cc | 2009–2011 | Kataru 2009     | Hiszpania 2011  | Japonia 2011     | 50      | 1          | 11     | 4  | 5           | 371,5  | 0   |
| Moto2  | 2012–     | Katar 2012      | Włochy 2013     | Argentyna 2015   | 75      | 9          | 22     | 8  | 4           | 790    | 1   |
| Razem  | 2009–     |                 |                 |                  | 125     | 10         | 33     | 12 | 9           | 1161,5 | 1   |

### Starty
| Sezon | Klasa | Motocykl       | 1      | 2      | 3      | 4      | 5      | 6      | 7      | 8      | 9      | 10     | 11     | 12     | 13     | 14     | 15     | 16     | 17     | 18    | Poz. | Pkt. |
| ----- | ----- | -------------- | ------ | ------ | ------ | ------ | ------ | ------ | ------ | ------ | ------ | ------ | ------ | ------ | ------ | ------ | ------ | ------ | ------ | ----- | ---- | ---- |
| 2009  | 125cc | Aprilia        | QAT 15 | JPN NU | SPA 13 | FRA NU | ITA 6  | CAT 13 | NED 21 | GER 23 | GBR 13 | CZE 11 | IND 23 | RSM 16 | POR 9  | AUS 16 | MAL NU | VAL 15 |        |       | 20   | 32,5 |
| 2010  | 125cc | Aprilia        | QAT 12 | SPA 7  | FRA 11 | ITA 9  | GBR 8  | NED 12 | CAT 8  | GER 6  | CZE 19 | IND 13 | RSM 12 | ARA 12 | JPN 10 | MAL 11 | AUS NU | POR NU | VAL NU |       | 11   | 77   |
| 2011  | 125cc | Derbi          | QAT 6  | SPA 3  | POR 3  | FRA 5  | CAT 6  | GBR 2  | NED 5  | ITA 2  | GER 2  | CZE 2  | IND 5  | RSM 2  | ARA 2  | JPN 1  | AUS 3  | MAL 3  | VAL NU |       | 2    | 262  |
| 2012  | Moto2 | Motobi         | QAT 12 | SPA 10 | POR 4  | FRA NU | CAT 11 | GBR NU | NED 8  | GER 11 | ITA 10 | IND 12 | CZE 7  | RSM 10 | ARA 6  | JPN 8  | MAL NU | AUS 5  | VAL NU |       | 10   | 95   |
| 2013  | Moto2 | Suter          | QAT 12 | AME 6  | SPA 12 | FRA 5  | ITA 3  | CAT 7  | NED 6  | GER 11 | IND 8  | CZE 5  | GBR 7  | RSM 7  | ARA 7  | MAL 6  | AUS NU | JPN NU | VAL 3  |       | 9    | 141  |
| 2014  | Moto2 | Caterham Suter | QAT 23 | AME NU | ARG 18 | SPA 8  | FRA NU | ITA 7  | CAT 3  | NED 4  | GER NU | IND 10 | CZE 9  | GBR 4  | RSM 3  | ARA 3  | JPN 4  | AUS NU | MAL 4  | VAL 3 | 6    | 146  |
| 2015  | Moto2 | Kalex          | QAT 8  | AME 2  | ARG 1  | SPA 2  | FRA 3  | ITA 2  | CAT 1  | NED 1  | GER 2  | IND 2  | CZE 1  | GBR 1  | RSM 1  | ARA 6  | JPN 1  | AUS 7  | MAL 1  | VAL 7 | 1    | 352  |
| 2016  | Moto2 | Kalex          | QAT 12 | ARG 1  | AME 3  | ESP 5  | FRA 24 | ITA 1  | CAT    | NED    | GER    | AUT    | CZE    | GBR    | SMR    | ARA    | JPN    | MAL    | AUS    | VAL   | 4*   | 81*  |

* – sezon w trakcie